# Йорд
Йорд (давньоскан. Jörð [ˈjɔrð], «Земля») — в германо-скандинавській міфології жінка-йотун, священна божественна земля, яка колись породила Тора. Йорд вважається богинею, як й інші йотуни, які перебувають в зв'язкові з богами. Ім'я Йорд зустрічається в скальдичній поезії як для поетичного зазначення землі, так й у кеннінґах для Тора.
Інші можливі імена — Fjörgyn, Fold, Grund та Hlóðyn.

### Видіння Гюльві
В першій частині «Молодшої Едди», «Видінні Гюльві», описана як одна з конкубін Одіна. Її батьки — Аннар та Нотт. Йорд є сестрою Ауда та Даґа.

### Мова поезії
В «Мові поезії» Сноррі Стурлусона Йорд названа суперницею дружини Одіна Фрігг та його конкубін Рінд та Ґуннльод.

## В астрономії
На честь богині названо астероїд 894 Ерда, відкритий 1918 року.